# جبال هارز

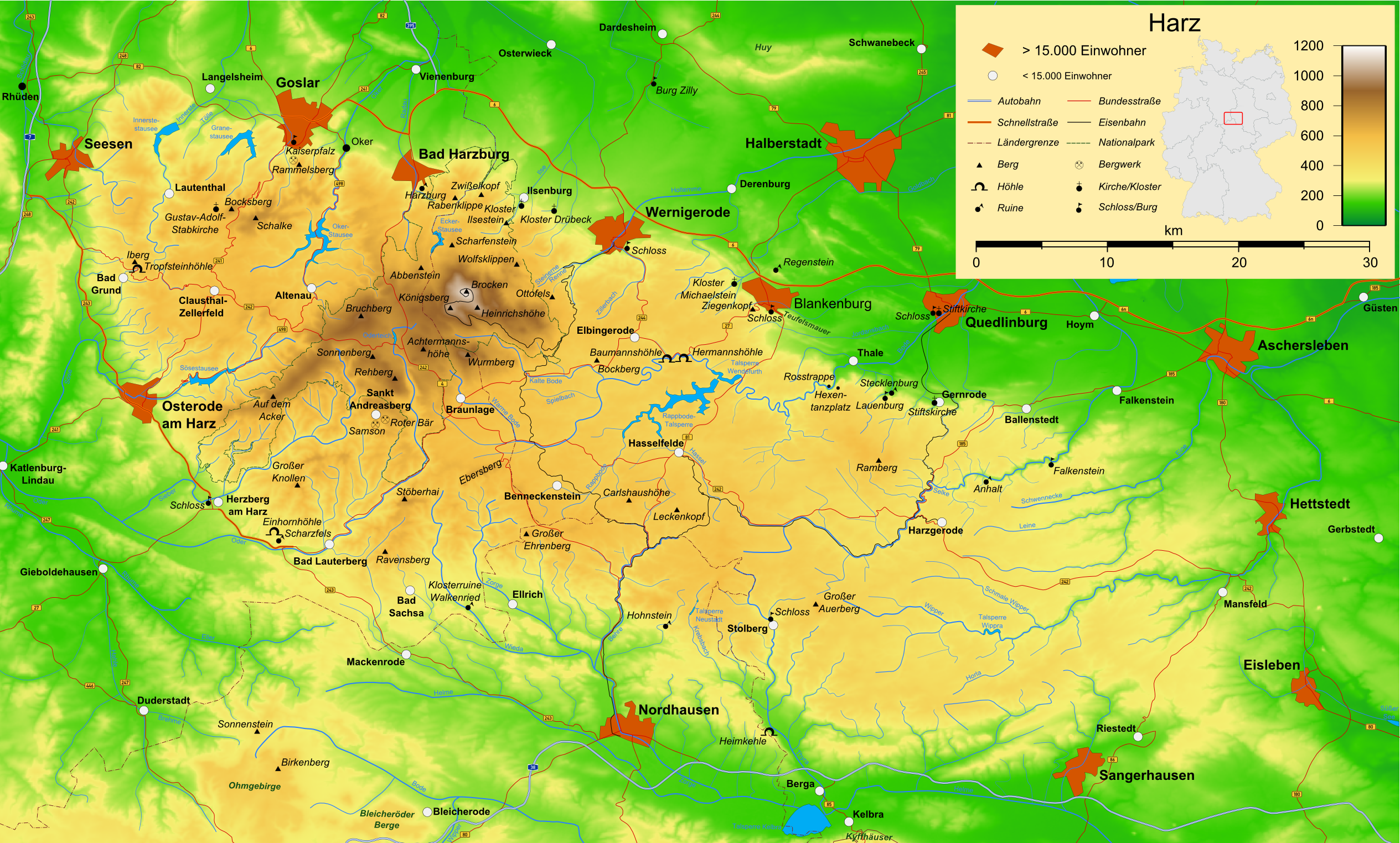
خريطة الموقع

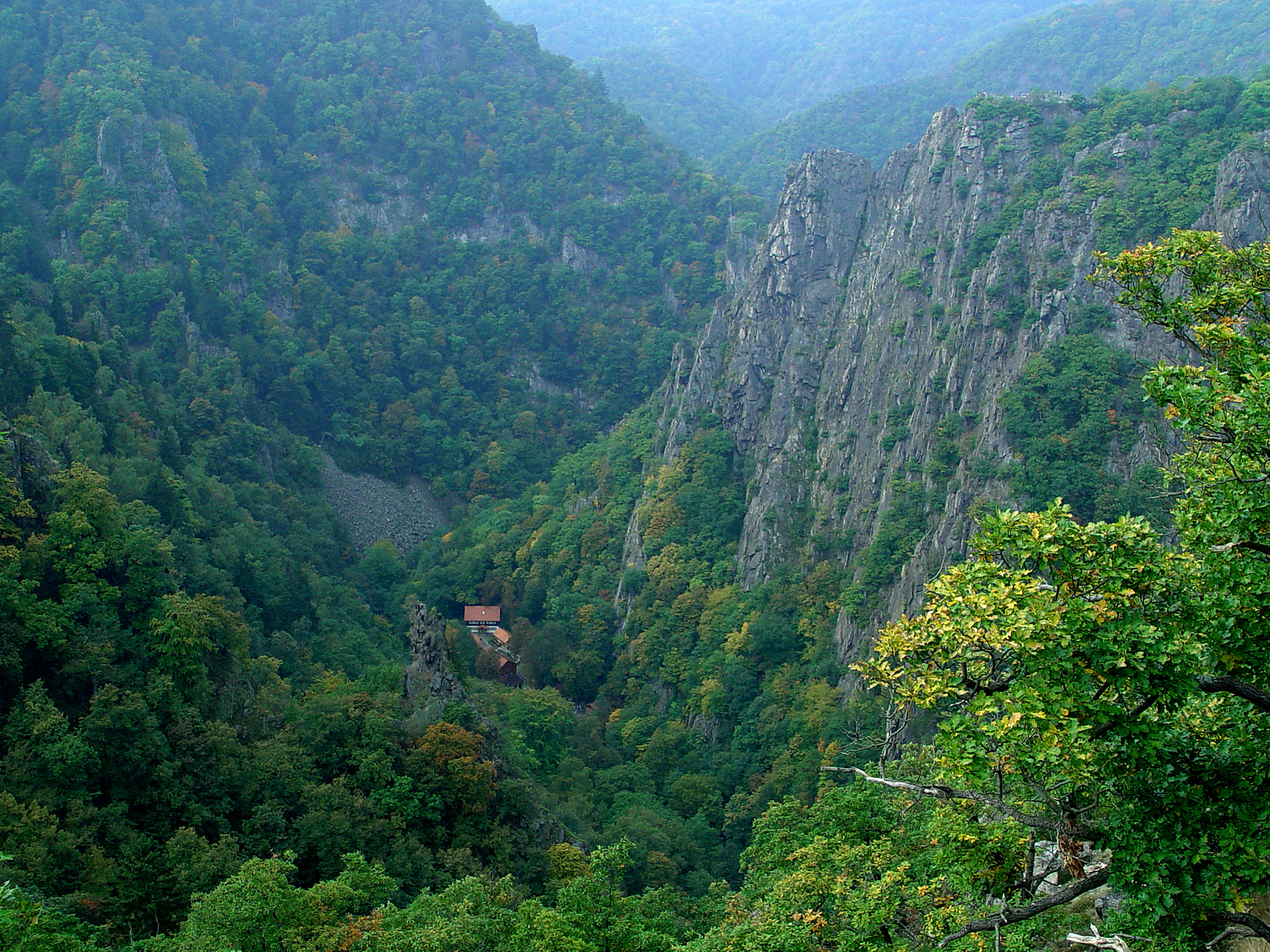
خانق في السلسلة الجبلية

جبال هارز (Harz) هي أعلى سلسلة جبلية في شمال ألمانيا ، كما أن تضاريسها وعرة وهي تمتد عبر أجزاء من ولاية سكسونيا السفلى وساكسونيا أنهالت . وأعلى قمة هي جبل بروكن الأسطوري بارتفاع 1,141 متر فوق مستوى سطح البحر. تتميز تلك منطقة الهارتز بمناجم التعدين العديدة فيها وتجارة الأحجار الكريمة . كما توجد فيها جامعة كلاوستال-سيلرفيلد المتخصصة في علم التعدين والجيولوجيا.

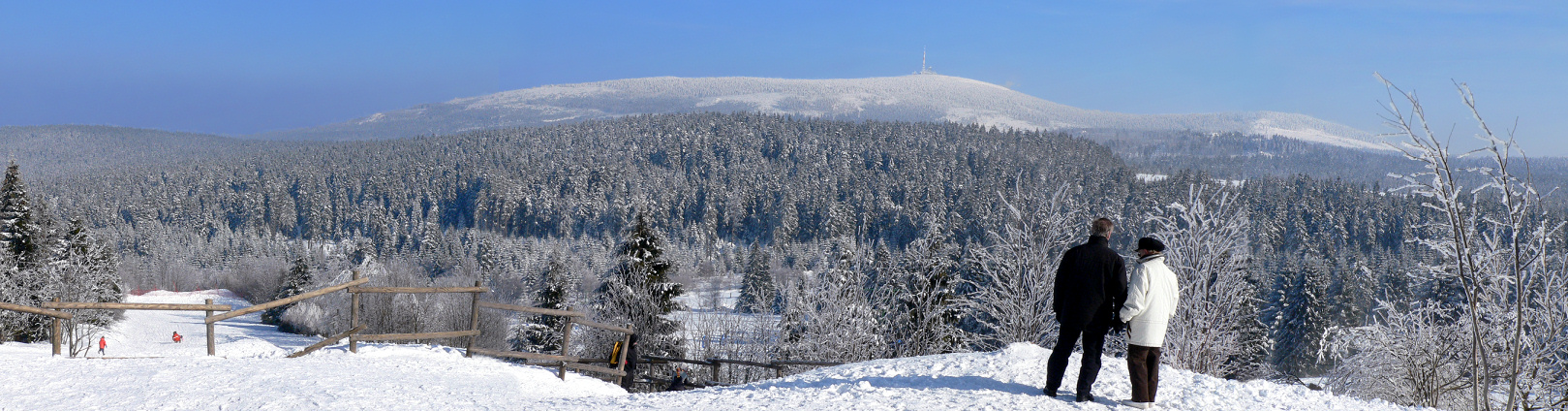
نظرة على جبل بروكين ، أعلى قمم وسط ألمانيا ويوجد في منطقة الهارتز (1142 متر).

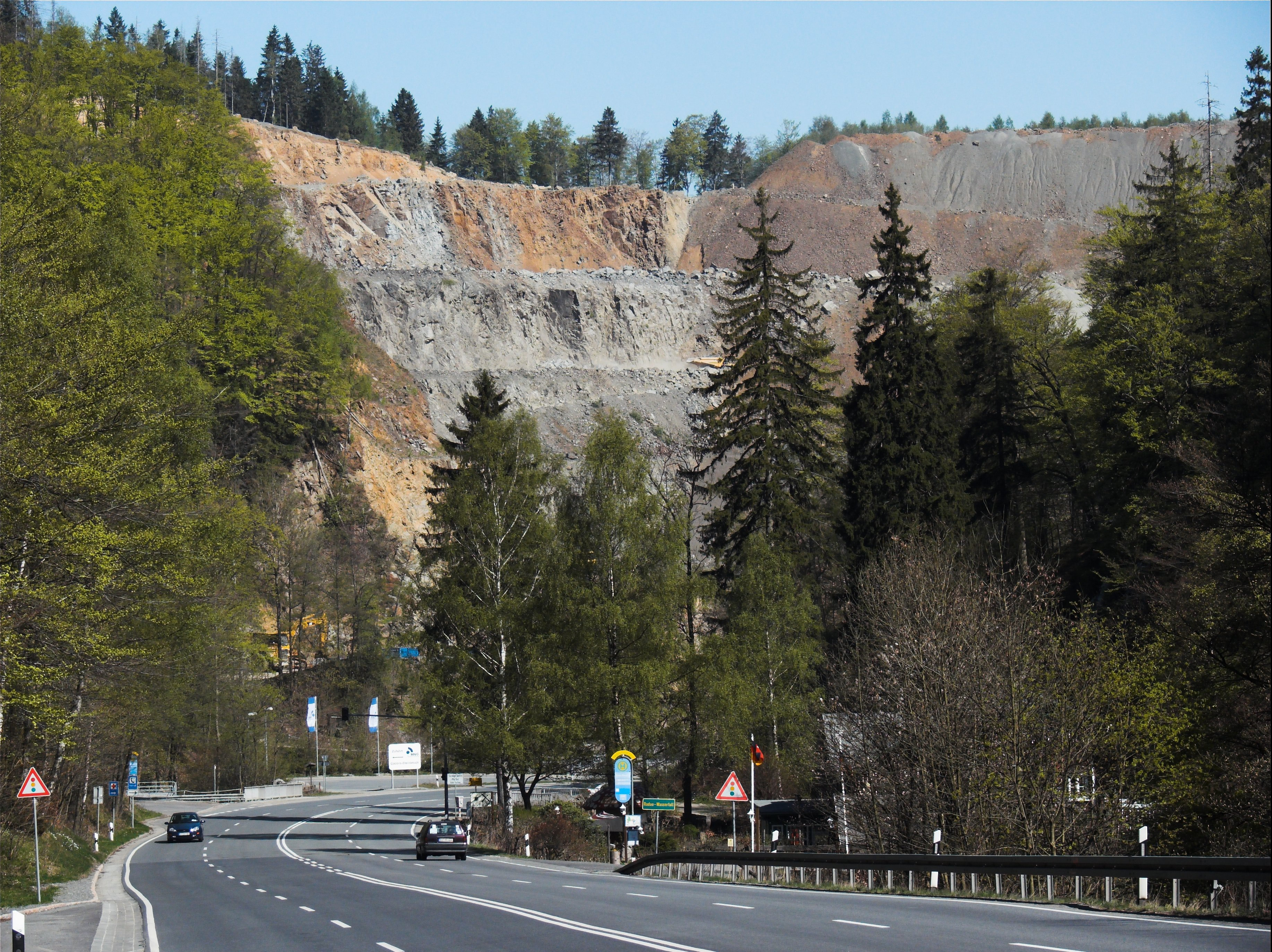
محجر بالقرب من مدينة "بادهارتزبورغ".

تضاريسها عالية الجبال، خضراء، تغطيها الأشجار الإبرية، خضراء طول العام . وهي منتجع سياحي شتوي، حيث تمارس رياضة الانزلاق على الجليد الذي يتواجد على قمم جبالها شتاءا على أعالي فوق نحو 700 متر. وبها عدة مصحات للاستجمام والنقاهة والصحة النفسية.
أهم مدنها مدينة غوسلار التي كانت مقرا لإثنى عشر قيصر من القياصرة الألمان في العصور الوسطى.

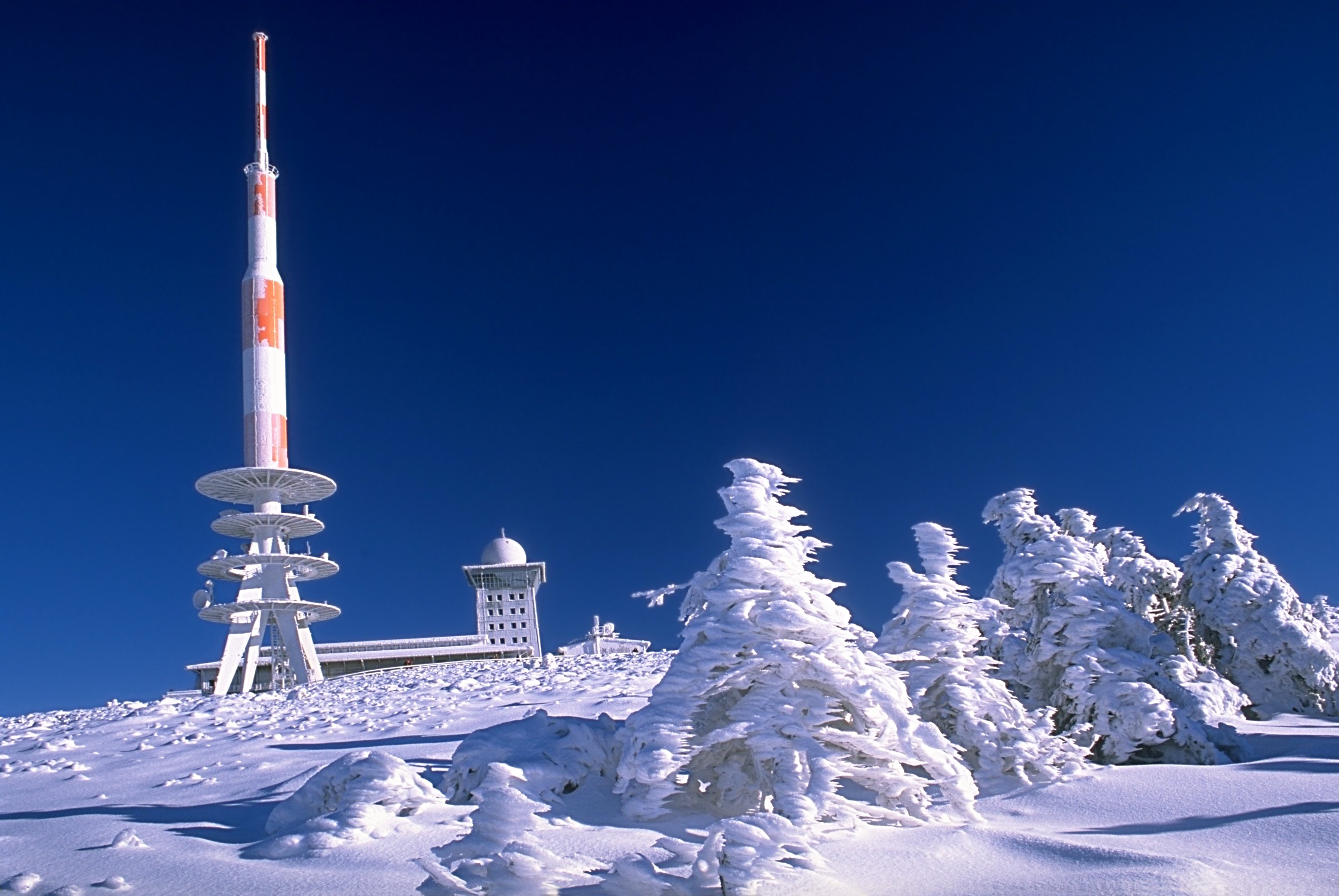
Sender Brocken هوائي الإذاعة على قمة بروكين في الشتاء.

## معرض صور

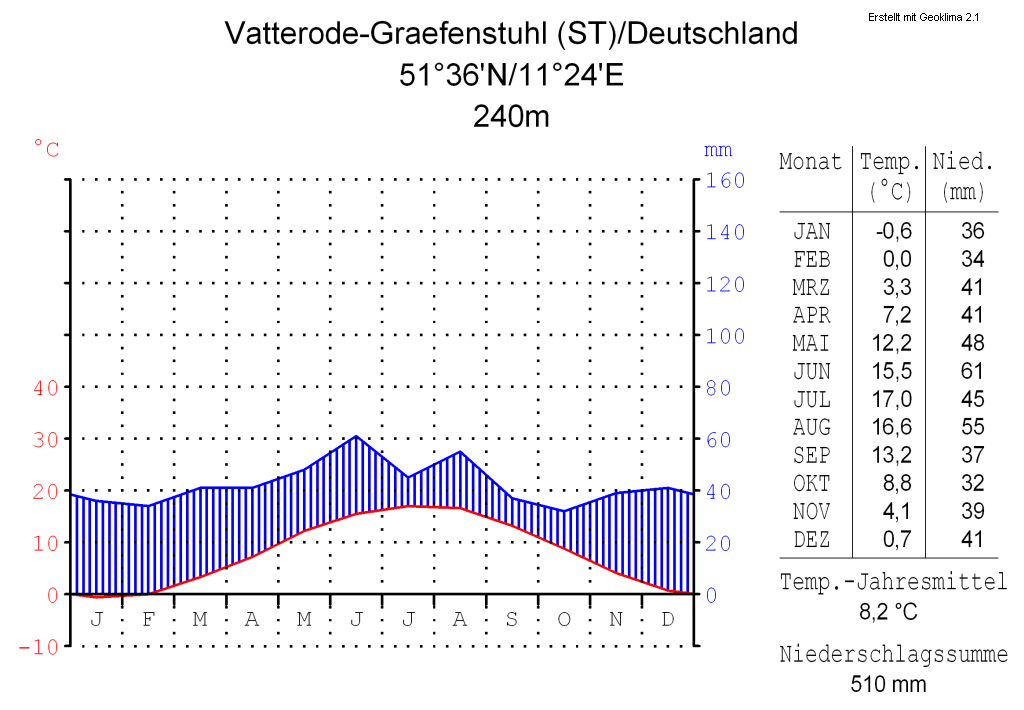
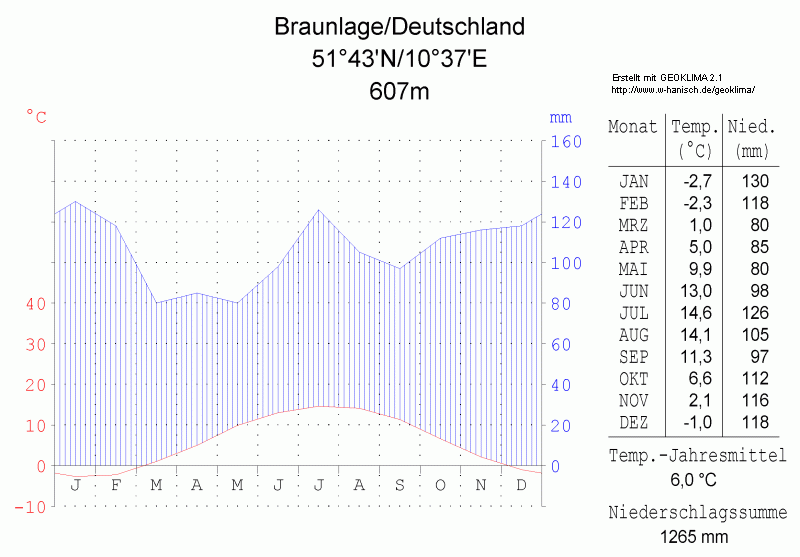
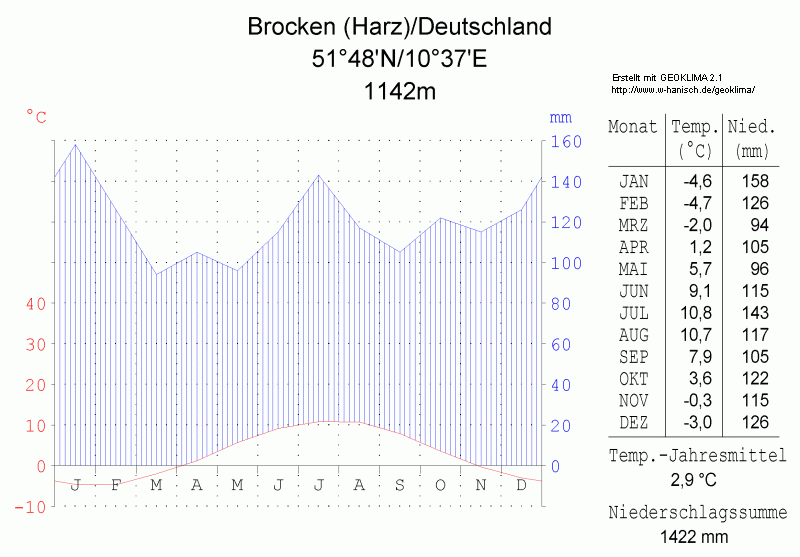

## اقرأ أيضا
- غوسلار
- هانوفر
- براونشفايغ
- منتزه وطني هارتز